# La vida secreta de mi secretaria
La vida secreta de mi secretaria (en hangul, 초면에 사랑합니다; romanización revisada, Chomyeon-e Saranghamnida, literalmente: Te amé desde el principio) conocida también como Mi adorable secretaria es una serie surcoreana transmitida del 6 de mayo de 2019 hasta el 25 de junio de 2019 a través de SBS.

## Sinopsis
Do Min-ik (Kim Young-kwang) es el insensible jefe de una compañía telefónica, que depende para todo de su secretaria Jeong Gal-Hee (Jin Ki-joo). Después de sufrir un intento de asesinato en el que termina cayendo por la borda de su yate, él pierde la capacidad de reconocer los rostros de las personas, siendo su asistente la única a quien reconoce.

## Elenco

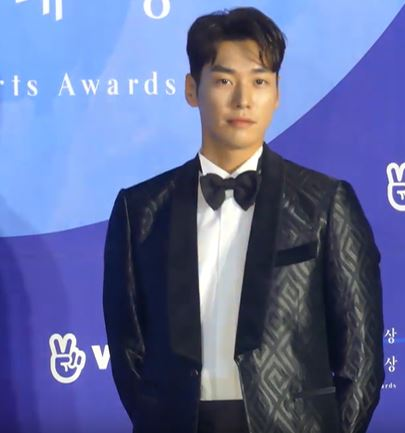
Young-kwang es Do Min-ik, un ejecutivo con prosopagnosia

### Personajes principales
- Kim Young-kwang como Do Min-ik[4]
- Jin Ki-joo como Jung Gal-hee[3]
- Kim Jae-kyung como Veronica Park[5]
- Koo Ja-sung como Ki Dae-joo[3]

### Personajes secundarios
- Jung Ae-ri como Sim Hae-ra[6]
- Kim Min-sang como Sim Hae-yong[6]
- Jang So-yeon como Lee Eul-wang[6]
- Seo Dong-won como Jung Joong-hee
- Kim Ji-min como Jung Nam-hee
- Kim Hee-jung como Go Si-rye
- Baek Hyun-joo como Park Seok-ja[6]
- Kim Byung-chun como Goo Seok-chan[6]
- Han Ji-sun como Mo Ha-ni[7]
- Son san como Goo Myung-jung[7]
- Choi Yoon-ra como Boo Se-young
- Kwon So-hyun como Ha Ri-ra[7]
- Choi Tae-hwan como Eun Jung-soo[8]
- Bae Hae-sun como doctora Park.

### Apariciones especiales
- Kim Ki-doo como Goo Seok-chan (ep. #2)
- Lee Moon-sik como Goo Seok-chan (ep. #2)
- Kim Kwang-kyu como el Director en la entrevista de Gal-hee (ep. #3)
- Woo Hyun como un Hombre en el Sauna (ep. #16)

## Banda sonora
Parte 1
| N.º | Título              | Artista     | Duración |  |
| 1.  | «Sunny Day»         | Stella Jang | 03:14    |  |
| 2.  | «Sunny Day (Inst.)» |             | 03:14    |  |

Parte 2
| N.º | Título         | Artista     | Duración |  |
| 1.  | «Fool»         | Peppertones | 03:48    |  |
| 2.  | «Fool (Inst.)» |             | 03:48    |  |

Parte 3
| N.º | Título                                | Artista        | Duración |  |
| 1.  | «Fly High» (날아올라)                 | Sandeul (B1A4) | 04:23    |  |
| 2.  | «Fly High (Inst.)» (날아올라 (Inst.)) |                | 04:23    |  |

Parte 4
| N.º | Título                                         | Artista        | Duración |  |
| 1.  | «To say Sorry» (미안하다는 말)                 | Car the garden | 04:58    |  |
| 2.  | «To say Sorry (Inst.)» (미안하다는 말 (Inst.)) |                | 04:58    |  |

Parte 5
| N.º | Título                      | Artista                                 | Duración |  |
| 1.  | «Walk» (산책)               | Young Bae (SORAN) Fromm & Louie (Geeks) | 03:00    |  |
| 2.  | «Walk (Inst)» (산책 (Inst)) |                                         | 03:00    |  |

Parte 6
| N.º | Título                                      | Artista                               | Duración |  |
| 1.  | «Start Now» (지금부터 시작해)               | Park Ji Won & Lee Na Kyung (Promis 9) | 03:52    |  |
| 2.  | «Start Now (Inst)» (지금부터 시작해 (Inst)) |                                       | 03:52    |  |

Parte 7
| N.º | Título                                     | Artista | Duración |  |
| 1.  | «Really Weird» (이상해 정말)               | 1415    | 04:39    |  |
| 2.  | «Really Weird (Inst)» (이상해 정말 (Inst)) |         | 04:39    |  |

Parte 8
| N.º | Título                 | Artista       | Duración |  |
| 1.  | «Dance With Me»        | Linus'Blanket | 03:13    |  |
| 2.  | «Dance With Me (Inst)» |               | 03:13    |  |

## Audiencia
En esta tabla, los números azules representan las calificaciones de audiencia más bajas y los rojos representan las más altas. 
| Ep.      | Fecha de emisión    | Promedio de audiencia | Promedio de audiencia |
| Ep.      | Fecha de emisión    | AGB Nielsen           | TNmS                  |
| Ep.      | Fecha de emisión    | Nacional              | Nacional              |
| -------- | ------------------- | --------------------- | --------------------- |
| 1        | 6 de mayo de 2019   | 3.2 %                 | 3.7 %                 |
| 2        | 6 de mayo de 2019   | 3.6 %                 | 3.5 %                 |
| 3        | 7 de mayo de 2019   | 3.4 %                 | 3.1 %                 |
| 4        | 7 de mayo de 2019   | 3.2 %                 | 3.3 %                 |
| 5        | 13 de mayo de 2019  | 3.1 %                 | 2.7 %                 |
| 6        | 13 de mayo de 2019  | 3.1 %                 | 3.1 %                 |
| 7        | 14 de mayo de 2019  | 3.0 %                 |                       |
| 8        | 14 de mayo de 2019  | 3.5 %                 |                       |
| 9        | 20 de mayo de 2019  | 3.0 %                 |                       |
| 10       | 20 de mayo de 2019  | 3.4 %                 |                       |
| 11       | 21 de mayo de 2019  | 2.7 %                 |                       |
| 12       | 21 de mayo de 2019  | 3.6 %                 |                       |
| 13       | 27 de mayo de 2019  | 2.8 %                 |                       |
| 14       | 27 de mayo de 2019  | 3.5 %                 |                       |
| 15       | 28 de mayo de 2019  | 3.0 %                 |                       |
| 16       | 28 de mayo de 2019  | 3.0 %                 |                       |
| 17       | 3 de junio de 2019  | 3.1 %                 |                       |
| 18       | 3 de junio de 2019  | 3.7 %                 |                       |
| 19       | 4 de junio de 2019  | 3.2 %                 |                       |
| 20       | 4 de junio de 2019  | 4.0 %                 | 3.8 %                 |
| 21       | 10 de junio de 2019 | 2.7℅                  |                       |
| 22       | 10 de junio de 2019 | 3.4℅                  |                       |
| 23       | 11 de junio de 2019 | 3.0 %                 | 2.9 %                 |
| 24       | 11 de junio de 2019 | 4.0 %                 | 3.3 %                 |
| 25       | 17 de junio de 2019 | 3.0 %                 |                       |
| 26       | 17 de junio de 2019 | 3.8 %                 |                       |
| 27       | 18 de junio de 2019 | 3.4 %                 |                       |
| 28       | 18 de junio de 2019 | 4.2 %                 |                       |
| 29       | 24 de junio de 2019 | 2.8 %                 |                       |
| 30       | 24 de junio de 2019 | 3.1 %                 |                       |
| 31       | 25 de junio de 2019 | 3.9 %                 |                       |
| 32       | 25 de junio de 2019 | 4.6 %                 |                       |
| Promedio | Promedio            | 3.34 %                | %                     |

## Emisiones internacionales
- Costa Rica: Teletica (2024)
- Ecuador: Teleamazonas (2020).
- Filipinas: TV5 (2021).
- Hong Kong: Now TV (2019) y ViuTV (2020).
- Indonesia: Trans TV (2020).
- Perú : Willax (2020 y 2021).
- Taiwán: GTV (2020).